# Jorge Garbajosa Chaparro
Jorge Garbajosa Chaparro   (Torrejón de Ardoz, 19 de desembre de 1977) és un exjugador de bàsquet espanyol, internacional amb la selecció espanyola de bàsquet. El seu lloc en la pista, amb els seus 204 cm i 105 kg, era el d'aler pivot.
Fou guardonat amb el premi Mr. Europa el 2006. El 2009, l'Ajuntament de la seva ciutat natal el va nomenar fill predilecte de Torrejón de Ardoz.

## Biografia
Amb tot just 16 anys (1993) es va traslladar a Vitòria des de Madrid deixant el seu club, el Juventud Alcalá, per a jugar amb el Taugrés Vitòria (després Tau Ceràmica) on va créixer com a jugador. Després d'una primera temporada d'acoblament (la campanya 93/94) al nou equip i a la nova ciutat, Garbajosa va assolir amb el Taugrés Vitòria el Campionat d'Espanya Júnior la temporada següent (la campanya 94/95), essent un dels artífexs principals d'aquest èxit. Això li va valer perquè a l'any següent, fos tingut en compte en el primer equip, amb el qual va debutar en Lliga ACB amb 22 anys.
En la seva primera temporada en el primer equip vitorià (la campanya 95/96) va assolir la Copa d'Europa i any rere any, va anar agafant confiança, progressant en el seu joc i sent un dels habituals en els quintets inicials del quadre vitorià. La temporada 97/98 va assolir el subcampionat de Lliga i un any després la Copa del Rei. Després de la campanya 99/00, potser la millor de Garbajosa amb l'elàstica blanca del TAU va ser representant vitorià en l'All-Star de l'ACB, va prendre la difícil decisió d'abandonar l'entitat baskonista després de set temporades i fer les maletes rumb a Itàlia, on jugaria en el Benetton de Treviso les següents quatre campanyes.
L'any 2000 després de rebre ofertes de Real Madrid, Pau Orthez i Benetton Treviso, Jorge es va decantar pel conjunt transalpí perquè volia jugar en l'estranger i la lliga italiana li semblava prou dura i competitiva com per a reivindicar-se com a jugador. Allí està a les ordres de Mike D'Antoni i explota com a jugador aconseguint diversos títols de lliga i copa de la lliga italiana.
Després de casar-se, es va traslladar a Màlaga en fitxar per l'Unicaja Málaga que formà un equip al voltant seu en un ambiciós projecte dirigit per Sergio Scariolo. A Màlaga hi demostrà el progrés que havia tingut des que quatre anys endarrere abandonés la lliga estatal i arribà carregat d'humilitat i treball però amb unes qualitats dignes dels millors jugadors europeus en el seu lloc. Aviat es convertí en ídol de l'afició de Màlaga i vestit de verd conquerí la Copa del Rei en la seva primera campanya (04/05), essent escollit MVP de la final, i un any després (05/06) arribà l'eclosió, amb la consecució del campionat lliguer, aconseguint també ser triat MVP de la final de la lliga ACB i entrar dintre del Quintet ideal de l'ACB.

## Selecció espanyola
Va debutar com a internacional amb la selecció espanyola absoluta el 20 d'agost de 2000 enfront de França en partit amistós preparatori dels Jocs Olímpics de Sydney 2000. Es va proclamar campió del món en guanyar a Grècia en la final del Campionat mundial de bàsquet del Japó 2006 per una diferència de 23 punts, el 3 de setembre. També va ser triat per a formar part del quintet ideal de la competició. Com que és fidel seguidor de l'Atlètic de Madrid, va realitzar la sacada d'honor al Vicente Calderón després de proclamar-se campió del món.